# Collectio canonum Hibernensis
Droit canon
Droit du haut Moyen Âge
La Collectio canonum Hibernensis (c'est-à-dire la « collection canonique irlandaise ») est une collection systématique de canons ecclésiastiques constituée en Irlande au début du VIIIe siècle. Diffusée ensuite jusqu'en Italie, elle a joué un rôle important dans l'histoire du droit canon jusqu'à la rédaction du Décret de Gratien au XIIe siècle.

## Description
C'est une collection systématique, donc organisée thématiquement et non source par source, divisée en soixante-sept livres subdivisés en « chapitres » (capitula). Ceux-ci sont des points à régler, ou des prescriptions ou interdictions particulières qui sont d'abord formulées (par exemple, dans le livre XXV, De regno, on relève le chapitre « La propriété ecclésiastique doit être exempte de taxes »), et ensuite appuyées par des extraits de textes faisant autorité, qui sont eux-mêmes répartis en testimonia et exempla. La première source de ces extraits est la Bible (souvent appelée simplement Lex), dont près d'un millier de passages sont cités, parmi lesquels les deux-tiers de l'Ancien Testament (non seulement la législation du Pentateuque, mais aussi les Prophètes et les livres sapientiaux). Les autres testimonia sont des canons de conciles méditerranéens, gaulois ou insulaires, et des extraits d'une vingtaine de Pères de l'Église (des Grecs, comme Origène, Grégoire de Nazianze, Basile de Césarée, des Latins comme Jérôme, Augustin, Grégoire le Grand, Isidore de Séville, et aussi le Breton Gildas le Sage et l'Irlandais Patrick). Les exempla sont empruntés à la Bible, à l'Histoire ecclésiastique de Rufin d'Aquilée, ou parfois la source n'est pas donnée. On note la très faible présence des décrétales des papes, et le fait que les canons conciliaires eux-mêmes ont une place assez modeste dans une collection de cette nature : ce paraît être une œuvre d'exégèse biblique autant que de droit canon.

## Transmission
La Collectio Hibernensis est transmise en partie ou en entier, souvent sous une forme abrégée, par un total de 86 manuscrits médiévaux dispersés dans toute l'Europe occidentale (mais pas en Irlande). Il faut ajouter d'ailleurs qu'on distingue dans cet ensemble deux « recensions » : la recension originelle, dite α, en 67 livres, et une autre un peu plus tardive, dite β, en 69 livres.

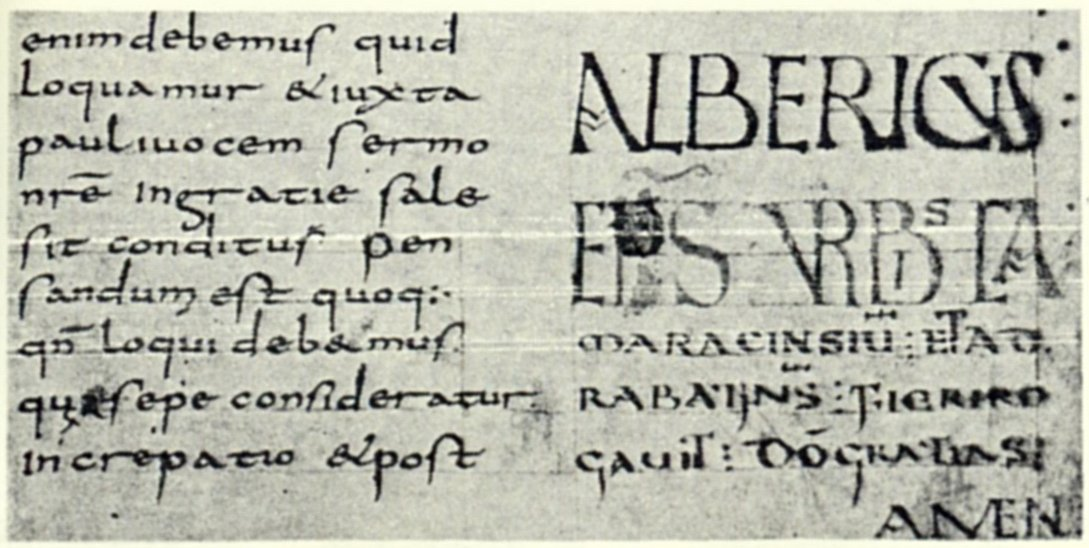
Colophon du Ms. no 679 de la bibliothèque municipale de Cambrai, avec le nom de l'évêque Albéric

Les deux plus anciens manuscrits conservés, donnant l'un et l'autre une version partielle de la collection, datent de la seconde moitié du VIIIe siècle : ce sont le manuscrit no 679 de la bibliothèque municipale de Cambrai, qui a été copié pour Albéric, évêque de la ville de 763 à 790 (et qui contient aussi, aux folios 37r-38r, le plus ancien texte continu en vieil irlandais qui nous soit parvenu), et le manuscrit no 210 de la bibliothèque de la cathédrale de Cologne, à peu près de la même époque.
Sept manuscrits contiennent la collection en entier, dont cinq ont été copiés, soit en Bretagne, soit sur des exemplaires bretons. Il semble que la Bretagne ait joué un rôle très important dans la diffusion de la collection en Europe continentale. Les sept manuscrits sont les suivants :
- Ms. Orléans 221 (193), venant de l'abbaye de Saint-Benoît-sur-Loire, datant des alentours de l'an 800, mentionnant un scribe breton au nom latinisé Iunobrus, et contenant plus de trois cents gloses en vieux breton ;
- Ms. BnF latin 12 021, venant de l'abbaye de Corbie et datant du IXe siècle, mentionnant un scribe breton du nom d'Arbeloc travaillant pour le compte d'un abbé également breton appelé Haelhucar, et contenant aussi des gloses en vieux breton[3] ;
- Ms. Oxford, Bodleian Library, Hatton 42, datant du IXe siècle, contenant aussi des gloses en vieux breton, et à un endroit l'anthroponyme breton Matguoret (« Matguoret benedic mihi ») ;
- Ms. Saint-Gall 243, datant du IXe siècle ;
- Ms. BnF latin 3 182, venant de l'abbaye de la Trinité de Fécamp, datant du Xe siècle, mentionnant le scribe breton Maeloc et contenant des gloses en vieux breton ;
- Ms. British Library, Cotton Otho E XIII, datant du Xe siècle, avec des gloses en vieux breton ;
- Ms. Rome, Vallicelliana T XVIII, datant du Xe siècle, copié en Italie

Sur ces sept manuscrits, cinq présentent la version complète de la recension α, et deux la version complète de la recension β (le manuscrit d'Oxford, manuscrit à connexions bretonnes, et le manuscrit italien de la Bibliothèque Vallicelliane). Il est par ailleurs probable que les quatre représentants de la recension α qui présentent des anthroponymes bretons ou des gloses en vieux breton descendent de manière plus ou moins directe d'un même archétype breton datant donc du VIIIe siècle. Il existe d'autre part deux autres copies incomplètes de la collection datant du IXe siècle et présentant des gloses en vieux breton (Ms. British Library, Royal 5 E XIII, et Ms. Cambridge, Corpus Christi College 279, ce dernier, avec une seule glose, ayant été copié à Tours sur un exemplaire breton).
Selon Roy Flechner, l'usage de la Collectio Hibernensis en Bretagne a joué un rôle dans le conflit qui opposa le duc Nominoë, d'abord à Charles le Chauve, ensuite au pape Léon IV quand le duc voulut déposer quatre évêques accusés de simonie en 848. Une délégation de prélats bretons (dont l'évêque Susan de Vannes et l'abbé Conwoïon de Saint-Sauveur de Redon) se rendit alors à Rome et en profita pour consulter le pape sur toute une série de sujets. Léon IV répondit par écrit en s'appuyant sur des décrétales pontificales (dont les fameuses fausses décrétales), et exprima ses réserves sur les « petits livres et commentaires d'autres personnes » (« libelli et commentarii aliorum ») sur lesquels s'appuyaient les Bretons. Selon Roy Flechner, il y a ici deux collections canoniques qui sont opposées : la Collectio Dionysio-Hadriana, constituée à Rome, remise à Charlemagne par le pape Adrien Ier en 774 et adoptée officiellement par un concile franc à Aix-la-Chapelle en 802 (une collection qui fait une large place aux décrétales pontificales, vraies ou fausses) et la Collectio Hibernensis, dont la délégation avait sans doute apporté un exemplaire avec elle.
L'Hibernensis n'en a pas moins exercé une forte influence sur la formation des collections canoniques continentales, y compris en Italie aux Xe  et XIe siècles.

## Auteurs
Dans le Ms. BnF latin 12 021, on lit le colophon suivant (très corrompu) : « Hucvsq; nuben & cv cuiminiæ & du rinis » [sic]. Il a été déchiffré de la manière suivante : « Huc usque Ruben et Cu-Cuimni Iæ et Durinis ». On comprend que les deux auteurs de la collection sont Ruben de Dairinis et Cú Chuimne d'Iona. Le premier serait un personnage appelé « Rubin mac Connad scriba Muman » dans les Annales d'Ulster, « Ruibin filius Connaidh scriba Muman » dans les Annales de Tigernach (« Ruben, fils de Connad, scribe de Munster »), mort en 725 ; le monastère de Dairinis (ou Dair Inis) se trouvait sur une île de l'estuaire de la Blackwater. Le second est appelé « Cucuimne Sapiens » dans les Annales d'Ulster, qui signalent sa mort en 747 ; il est l'auteur d'une célèbre hymne à la Vierge intitulée Cantemus in omni die. Les Annales d'Ulster reproduisent un petit poème de deux strophes en gaélique qui prétend qu'il s'est d'abord consacré à l'étude, puis à la débauche, avant de revenir à la sagesse ; une autre version de ces vers est placée en préface à l'hymne dans le Liber hymnorum, la première strophe étant attribuée à l'abbé Adomnan d'Iona et la seconde à Cú Chuimne lui-même, ce qui confirmerait le lien de celui-ci avec le monastère d'Iona, qui n'est autrement attesté que par le colophon. Les deux établissements ici mentionnés, Dairinis et Iona, et l'abbé Adomnan, sont liés autour de l'an 700 au combat pour l'adoption par l'Église d'Irlande du comput pascal romain, que le monastère d'Iona accepta en 716, douze ans après la mort d'Adomnan.

## Édition
- Hermann Wasserschleben (éd.), Die irische Kanonensammlung, Giessen, 1874, puis Leipzig, 1885

- Roy Flechner (éd.), The Hibernensis: Volume 1. A Study and Edition (2019). Google Books

- Roy Flechner (éd.), The Hibernensis: Volume 2. Translation, Commentary, and Indexes (2019). Google Books